# Cottage
O Cottage é uma variedade de queijo de origem anglo-saxônica, também largamente conhecido como Kässchmier nas zonas onde se fala o idioma alemão regional Riograndenser Hunsrückisch no sul do Brasil. É uma coalhada de queijo (queijo tipo fresco) com sabor suave. É elaborado com leite de vaca e apresenta massa ácida, de cor branca, com textura cremosa e grumosa. Ele é drenado, mas não prensado, restando algum soro de leite. Tem aproximadamente 4% de gordura. O cottage não é envelhecido. 
Käschmier é um produto de origem europeia, feito com leite acidificado (ou talhado), água quente e sal. É um produto típico da culinária alemã, sendo sua produção basicamente artesanal . "O nome do produto é uma construção vocabular própria da colônia alemã do Rio Grande do Sul, tendo origem na junção das palavras Käse (queijo) e schmier, também uma construção vocabular regional, oriunda do verbo schmieren (lambuzar, espalhar)."
Sua produção é relativamente simples: acidifica-se o leite com objetivo de "talhar" e adiciona-se água quente e sal.  O acidificador pode ser vinagre, suco de limão ou outra substância ácida aprovada pelo Ministério da Saúde para uso em alimentos. A mistura é colocada em um saco de pano limpo e pendurado por cerca de 12 horas para coagular naturalmente (em função da acidez elevada) e eliminar parte do soro, o que resulta  em um produto de aparência granulosa e de sabor suave.
No interior do Espírito Santo, principalmente nos municípios de Santa Maria de Jetibá, Afonso Cláudio, Laranja da Terra e Domingos Martins, a comunidade alemã e pomerana produz o Kässchmier com o leite cru e com acidificação espontânea, sem adicionar qualquer tipo de substância ácida. Nessas regiões, o Kässchmier geralmente, é servido como acompanhamento para o brot - um pão rústico cuja base é fubá, batata-doce, inhame e cará, assado em folhas de bananeira no forno a lenha.
Não existe no Brasil legislação específica sobre Käschmier. Segundo Gonçalves (2009), em se tratando de queijos frescos elaborados com coalhada ácida, só existe Regulamento Técnico de Qualidade e Identidade (RTIQ) no Brasil para queijo tipo petit suisse (Instrução Normativa nº 53, de 29 de dezembro de 2000).
O Käschmier poderia ser classificado como queijo, pois, segundo o Decreto nº 30 691, de 29 de março de 1952, no artigo 598 do capítulo IV do Regulamento da Inspeção Industrial e Sanitária de Produtos de Origem Animal (RIISPOA), queijo é

[...] o produto fresco ou maturado que se obtém por separação parcial do soro do leite ou leite reconstituído (integral, parcial ou totalmente desnatado) ou de soros lácteos, coagulados pela ação física do coalho, enzimas específicas de bactérias específicas, de ácidos orgânicos, isolados ou combinados, todos de qualidade apta para uso alimentar [...]— 
Como ocorre coagulação e separação de parte do soro em função da acidificação, o produto final é mais próximo do queijo fresco (não maturado). Uma prática muito comum é acrescentar nata aos grãos de Käschmier, tornando-o mais cremoso.

## Usos doCottage
O Käschmier é utilizado no preparo de várias receitas. As tradicionais cucas sovadas e enroladas, presentes no sul do Brasil são exemplos da utilização do ingrediente como recheio. O Cottage ou queijo cottage por ser uma receita fácil, pode ser comprado ou preparado em casa. Outro exemplo de comida que utiliza o ingrediente como recheio é o pastel de Käschmier com canela ou outra especiária, seja na versão frita ou assada.